# يويتشي ناجوناما
يويتشي ناجوناما (باليابانية: 長沼 洋一) (مواليد 14 أبريل 1997)، هو لاعب كرة قدم سابق كان يلعب كلاعب وسط.

## وصلات خارجية
- يويتشي ناجوناما على موقع رابطة كرة القدم اليابانية للمحترفين (اليابانية)
- يويتشي ناجوناما على موقع قاعدة بيانات كرة القدم.إي يو (الإنجليزية)
- يويتشي ناجوناما على موقع Soccerway.com (الإنجليزية)
- يويتشي ناجوناما على موقع عالم كرة القدم.نت (الإنجليزية)